# Пливачки клуб Црвена звезда
Пливачки клуб Црвена звезда је пливачки клуб из Београда. Клуб је део Спортског друштва Црвена звезда.

## Историја
Ђорђе Паљић и Душан Ђукић били су најагилнији заговорници покретања пливачке секције, али је највећи проблем представљао недостатак базена за пливаче и ватерполисте. У таквим условима клуб је опстао само три године, а најеминентнији пливач био је Северин Бијелић.
Север (спортски клуб) се фузионисао са ПК Црвена звезда.
Титула првака Југославије коју је Звезди донео Слободан Зорић 1960. године била је само увод у седамдесете, када су из Звездине школе пливања изашли врло перспективни пливачи који ће касније чинити најбољу екипу у земљи.
Младе пливаче су подучавали Атина Бојаџи и Славко Његован, а једно време у клубу је радила и олимпијска шампионка Ђурђа Бједов. Резултати одличног рада ће се видети врло брзо - уследила је шестогодишња Звездина доминација у периоду између 1973. и 1978. године (две екипне титуле првака и један куп државе). Огроман допринос Звединим успесима дала су браћа Предраг и Ненад Милош.
Звездини пливачи су на првенству државе 1989. освојили највише медаља, а велики удео у овом успеху имала су и тројица пливача која су појачала клуб из Партизана - Младен Капор, Тибор Резмањ и Ђерђ Цабафи.
1992. године освојена је трећа екипна шампионска титула. Црвено-беле пливаче су до тријумфа водили: Срђан Филиповић, Предраг Стојадиновић, Горан Радошевић и Драгана Матовић.